# Dora Gabé
Dora Petrova Gabé (en bulgare : Дора Петрова Габе), née le 16 août 1888 à Dabovik dans l'oblast de Dobritch et morte le 16 novembre 1983  à Sofia, est une poétesse, écrivaine et traductrice juive bulgare.
Elle est largement considérée comme l’une des poétesses bulgares les plus célèbres et est appréciée des Bulgares non seulement pour son œuvre mais aussi pour son profond respect pour tous les arts et son esprit charitable.

## Biographie
Née en 1886 dans un pays qui s’est défait depuis peu de la tutelle ottomane, Dora Gabé est issue d’une famille d'immigrés juifs venant d’Ukraine. Son père, Peter Gabé, a été le premier Juif à être élu à l'Assemblée nationale bulgare. Lorsqu'il a été empêché d'exercer ses fonctions, il s'est tourné vers le journalisme et est devenu une personnalité publique bien connue en Bulgarie.
Dora Gabé a fréquenté le lycée de Varna, puis obtient un diplôme en sciences naturelles à l'Université de Sofia en 1904. Ensuite, elle étudie la philologie française à Genève et à Grenoble, en 1905 et 1906.
Revenue en Bulgarie, elle enseigne le français à Dobritch en 1907. Elle commence également à publier des poèmes dans diverses revues. Une nostalgie tranquille émane de ses oeuvres, consacrées à des thématiques sentimentales et intimistes, mais aussi en  partie à la région de son enfance, la Dobroudja, disputée entre la Bulgarie et la Roumanie.
De 1911 à 1932, elle réside à nouveau à l'étranger, en Pologne, en Allemagne, en Suisse, en Autriche, en République tchèque, en France et au Royaume-Uni avec son mari, le professeur et critique littéraire Boyan Penev. En 1923, ils se séparent définitivement mais ne divorcent pas. Il aurait eu des liaisons et l'aurait poussée à abandonner sa propre écriture pour se consacrer à la traduction. En réfléchissant à son mariage, Dora Gabé se montrait très critique : « Mon mariage avec Boyan Penev (...) m’a davantage impliquée dans ses activités. Si son influence m’a enrichie, elle s’est faite au détriment de mon identité. J’ai cessé de vivre ma propre vie intérieure pour vivre la sienne. Malheureusement, je n’ai trouvé l’espace pour réellement m’épanouir qu’après sa mort. ».
Dans les années 1920 et 1930, elle donne de nombreuses conférences sur des questions politiques et culturelles telles que le développement de la littérature bulgare et le sort de la région de Dobroudja. En 1925, le ministère de l'Éducation bulgare confie à Dora Gabé la rédaction de la série Библиотека за най-малките (Bibliothèque pour les plus jeunes). Elle est également rédactrice en chef d'un magazine pour enfants. En 1922, elle devient l'une des fondatrices du Comité bulgaro-polonais et du PEN Club bulgare en 1927. Elle est longtemps la présidente de ce dernier, participant à ce titre à des congrès internationaux
En Bulgarie, la situation politique est très instable dans l’entre-deux-guerres. L’alliance avec l’Allemagne nazie pendant la Seconde Guerre mondiale se traduit par un conflit avec l’Union soviétique puis un coup d'État communiste en 1944. Elle n’échappe pas aux contraintes imposées au monde littéraire par le nouveau régime bulgare, et publie en 1946 un recueil, Vela, à la gloire des partisans communistes.
De 1947 à 1950, elle est conseillère pour les affaires culturelles à l'ambassade de Bulgarie à Varsovie.
Par la suite, elle continuera l'écriture en se focalisant sur des préoccupations plus intimistes.
Elle est décédée le 16 novembre 1983, à l'âge de 95 ans, à Sofia, en Bulgarie.

## Carrière littéraire
En 1900, à Choumen, elle publie l'un de ses premiers poèmes à seulement 14 ans, intitulé Printemps, dans la revue littéraire Jeunesse. Entre 1905 et 1906, elle publie une série de poèmes dans plusieurs revues, dont Pensée, Revue démocratique et Nouvelle société. Ces publications marquent le début de sa carrière littéraire.
Dans les années 1920-1930, elle publie des œuvres variées, incluant de la poésie pour adultes et enfants, des récits de voyage, des nouvelles, des essais, des impressions, des critiques de théâtre ainsi que des articles sur la littérature étrangère et bulgare. Elle écrit également des esquisses biographiques de poètes et écrivains. Ses contributions apparaissent dans plusieurs magazines, notamment Pensée contemporaine, Revue polono-bulgare, Revue démocratique, Falling Leaves, Dobrudjanski Review, Art and Criticism, Slovo, Age, Journal des femmes, Free Speech, Dawn, Women's Voice, Thought, Contemporary, Journal of Newspapers, Dnevnik et Fireworks,.
En outre, elle participe activement à des périodiques pour enfants tels que Firefly, Children's Joy, Children's World, Drugarche, Children's Life, Iveta, Nightingale, Merry Band et Window, parmi d'autres,.
Après 1944, ses œuvres ont été largement publiées dans les journaux et revues bulgares les plus populaires.
Ses œuvres ont été traduites en Argentine, en Autriche, en Grande-Bretagne, au Vietnam, en Allemagne, en Grèce, au Canada, à Cuba, au Liban, au Pérou, en Pologne, en Roumanie, en Russie, en Slovaquie, en Ukraine, en France, en République tchèque.

## Traduction
De 1917 à la fin de sa vie, parlant couramment le polonais, le tchèque, le russe, le français et le grec, elle se consacre aussi à des traductions, par exemple d’œuvres d'Adam Mickiewicz, Vítězslav Nezval, Karel Čapek, Henryk Sienkiewicz, Jean Giono et bien d'autres.
Parmi ses œuvres de traduction les plus célèbres, on peut citer :
- La série d'anthologies "Poètes polonais" (1921)[5]
- "Hymnes" de Ian Kasprovich (1924)[5]
- "Ange" de J. Slowacki (1925)[5]

## Œuvres traduites en français
- Moi, ma mère et l'univers, trad. de Georges Assen Dzivgov, Éditions Sofia-Presse, 1965, (BNF 43438183)

## Prix et distinctions
- 27 août 1927 - Croix d'or du Mérite (Pologne)[6]
- 20 avril 1929 - un diplôme honorifique du Conseil de la Paix[7]
- 30 décembre 1946 - ordre du "9 septembre 1944", III degré[8]
- 1er octobre 1963 - prix de la Coalition des écrivains bulgares pour son poème « Patrie »[9]
- 21 mai 1966 - honoré du titre « Agent culturel reconnu » dans le domaine de la poésie[10]
- En 1968, elle a reçu le titre de « Citoyenne d'honneur de la ville de Tolbuhin »[3].
- 28 août 1968 - honorée de l'ordre "Georges Dimitrov" à l'occasion de son 80e anniversaire[11]
- 23 mai 1969 - honoré du titre de « Agent doué de la culture »[12]
- 16 juin 1972 - diplôme honorifique de l'Union centrale des syndicats professionnels pour le récit épique traditionnel "Mère Parashkeva"[13]
- 9 juillet 1978 - honoré du titre de « Lauréat du Prix Dimitrov » pour les recueils de poèmes « Attends le soleil », « Profondeurs » et « Le silence épaissi »[14]
- 25 août 1978 - honorée du titre de « Héros de l'effort socialiste » à l'occasion de son 90e anniversaire[14]
- 25 décembre 1978 - honoré du signe honorable de Sofia, I degré[15]
- Juin 1979 - prix spécial de l'Union des compositeurs bulgares pour son poème lyrique "Headstrong"[16]
- Avril 1979 - récompensée par le prix « Petko Rachov Slaveikov » pour sa contribution littéraire et artistique à la littérature pour enfants et adolescents[17]

- 1982 : (international) « Honour List » de l'IBBY pour Malchalivi geroi[18]

## Mémoire
Son nom a été donné à une rue du quartier du « Centre national du cinéma » à Sofia.